# Velika Dolina
Velika Dolina este o localitate din comuna Brežice, Slovenia, cu o populație de 145 de locuitori.